# Xuanwei
Xuanwei is een stad in de prefectuur Qujing in het noordoosten van de provincie Yunnan van China. Bij de volkstelling van 2020 had de stad 691.922 inwoners, de gehele prefectuur had 5.765.775 inwoners.
De stad is bekend om de Xuanwei-ham, een drooggezouten ham.